# José de Ave María
José Leite da Costa e Silva o más conocido como José de Ave Maria, según su nombre religioso, (Santo Antão, 10 de febrero de 1727 — Angra, 30 de octubre de 1799) fue lo 23.º obispo de la diócesis de Angra, la cual gobernó de 1783 a 1799 Fue también, de 1793 a 1799, presidente del gobierno interino de la Capitanía General de Azores, por falta de nombramiento del respectivo titular.

## Biografía

### Origen
José Leite da Costa e Silva nació en Santo Antão, de Évora, el 10 de febrero de 1727, hijo de Manuel da Costa Leite y de Bárbara da Conceição.

### Religioso trinitario
José Leite a los 15 años de edad, el 19 de mayo de 1742, ingresó en la Orden de la Santísima Trinidad y de los Cautivos al convento de Santarem, en el cual hizo su profesión cambiando el nombre por el de José de Ave María. Fue transferido para el convento de su Orden en Coímbra, allí realizó sus estudios preparatorios, habiéndose doctorado en Teología por la Universidad de Coímbra el 12 de enero de 1755. Pasó entonces a enseñar Teología en los colegios de su Orden, obteniendo gran renombre como teólogo y maestro. Fue hecho rector del colegio de los trinitarios en Coímbra y definidor y provincial de la Orden. El mismo año en que se doctoró fue nombrado cualificador del Santo Ofício y después examinador sinodal del Arzobispado de Évora y de las Tres Órdenes Militares.

### Obispo de Angra
Ya con reputación de teólogo y orador de excelencia, José de Ave María fue presentado por la reina María I de Portugal para obispo de la diócesis de Angra el 24 de agosto de 1782 y confirmado por la Santa Sede el 26 de diciembre del mismo año. A consagración episcopal se realizó en la iglesia del convento de la Trinidad de Lisboa, a 24 de febrero de 1783.
José de Ave María es el obispo número veintitrés de la diócesis de Angra, de la cual tomó posesión el 25 de marzo de 1783, pero no residió en ella inmediatamente, nombró un procurador para su gobierno. El nuevo prelado solo entró solemnemente en la sede de la diócesis el 10 de diciembre de 1785, año de una gran crisis frumentaria, debido a que una combinación de vientos, exceso de lluvia durante el invierno y sequía en la primavera y verano había llevado a la destrucción de los trigales, provocando el hambre en las islas. La situación fue tan grave que Francisco Ferreira Drummond, en sus Anais da Ilha Terceira, dice que el año 1785 por antonomasia, fue llamado el «año del hambre». Esta situación llevó a que el nuevo obispo, por circular del 10 de mayo de 1786, haya mandado que el clero de la isla Tercera rezara en las misas la oración pro tempore famis.
Era tal carencia de cereales que quién no tenía pan hacía uso de la raíz y soca de ciertas plantas, tales como los rizomas de junça (nombre común de varias Ciperáceas) y de helechos. La desnutrición enlutó a muchas familias, al punto del capitán-general se desesperanzó ante tal calamidad.
José de Ave María se interesó por la catequesis a los cristianos y por la vida moral y educación del clero diocesano, en ese sentido ejerció importante acción junto al clero azoriano, apuntando al pensamiento de la Iglesia expresado a través del entonces papa Benedito XIV y redactando varias pastorales con las que incitó el clero y a los católicos azorianos a que vivieran mejor el año que iba a comenzar (21 de diciembre de 1786); recordó a los párrocos la obligación de repartir con los pequeños de la Casa de Dios el pan de la doctrina cristiana (9 de mayo de 1888); lamentó no haber hecho caso a las advertencias en cuanto a la frecuencia de las charlas morales (25 de mayo de 1786); prohibió los abusos en las ceremonias de la Semana Santa (8 de mayo de 1791); y apeló a que se evitara la ignorancia, especialmente a los que se destinaban al estado eclesiástico; y, aún, mandó que todos y cada uno de los eclesiásticos usaran hábitos talares (23 de junio de 1792). Al obispo le merecieron particular atención las cuestiones relacionadas con el buen orden del culto divino y con las buenas costumbres de indumentaria de los eclesiásticos, a los cuales recomendó, aún a los no ordenados in sacris, que usaran en las ciudades hábitos talares y les prohibía celebrar la Eucaristía sin ellos.
En el campo del culto, permitió la sustitución del órgano por orquesta en las casas conventuales de monjas, lo que permitió una mayor diversidad de la música sacra. Además se interesó por la renovación de diversas instituciones canónicas del archipiélago, habiendo otorgado, en 1791, los estatutos del Recogimiento de Jesús María y José de Angra, más conocido como las "Mónicas".
En los trece años de gobierno de José de Ave María, en su diócesis, realizó visitas pastorales a las parroquias de la isla Tercera, en 1787 y 1791, y de la isla de San Miguel, en 1789. Las demás islas fueron visitadas en su nombre por el canónigo Manuel Cardoso de Serpa. Durante la visita a la isla de San Miguel consagró la iglesia de Nuestra Señora de la Concepción, en el Monasterio de San Francisco, y apaciguó las diferencias que existían entre las monjas del Monasterio de la Esperanza de Punta Delgada, que optaban unas por la obediencia franciscana, y las restantes de la isla que estaban sujetas a la obediencia al ordinario diocesano.
Se debe a José de Ave María las primeras diligencias para que en Angra fuera establecido un Seminario diocesano, que consideraba una necesidad de cara a las determinaciones del gobierno en lo que respecta a la educación del clero de Azores. Con el objetivo de instalar el seminario, propuso que fuera utilizada la parte del antiguo Colegio de los Jesuitas, que se encontraba en abandono. Las clases a impartir serían de latín, retórica, ética, metafísica y teología moral. Al final la propuesta fue rechazada por el gobierno portugués y la idea del seminario acabó por ser aplazada.

### Presidente de gobierno interino
Por el fallecimiento del capitán-general Dinis Gregório de Melo Castro y Mendonça, fue nombrado, en los términos de la Ordenanza de 1770, un gobierno interino de Azores, presidido por el obispo, con asistencia del corregidor y juez externo. Por retrasos en el nombramiento de un nuevo capitán-general, este gobierno interino se mantuvo en funciones entre 1793 y 1799, pero por enfermedad el obispo abandonó el gobierno en la práctica en 1796, aunque de título gobernó hasta 1799.
José de Ave María falleció en Angra el 30 de octubre de 1799, siendo considerado como un obispo de gran criterio y pacífico, muy apreciado por su vida desprovista de fausto, por ser benignamente indulgente para con los delincuentes.